# Ștefan cel Mare (stație de metrou)
Ștefan cel Mare este o stație de metrou din București, situată pe șoseaua cu același nume. Aceasta se află în dreptul Stadionului Dinamo și face parte din magistrala M1.

## Istoric
Stația de metrou Ștefan cel Mare a fost deschisă în august 1989, ca parte a magsitralei III (acum M1) care făcea legătura între Gara de Nord și cartierul Dristor.
De-a lungul timpului, stația a suferit mai multe modificări.
În mai 2017, porțile de acces originale au fost schimbate cu unele moderne, ce încorporează cititor de cartelă cu bandă magnetică, cititor de cartelă electromagnetică și terminal POS pentru plata contactless cu cardul (inaugurată în 2020). Achiziția acestora a fost cofinanțată de Uniunea Europeană prin Programul Operațional Infrastructură Mare - POIM.
După un incident din 2019 în care un călător a fost rănit de un panou de sticlă desprins din tavan în stația Universitate, tavanele false de sticlă din multe stații au fost scoase. În stația Ștefan cel Mare acestea au fost înlocuite cu grilaje metalice.
Spre sfârșitul anului 2022, în stație și pe căile de acces către aceasta a fost montat pavaj tactil pentru persoanele cu deficiențe de vedere.

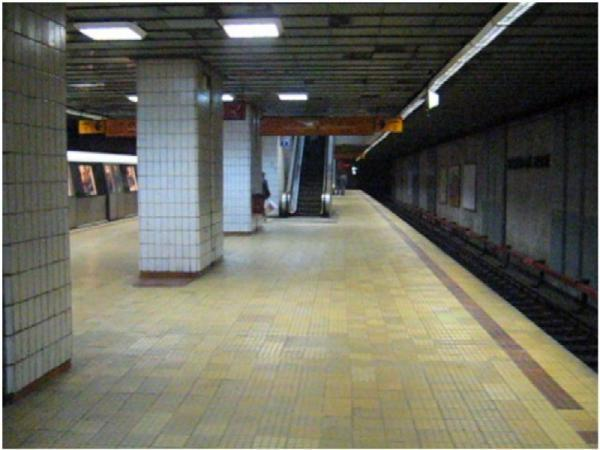
Stația Ștefan cel Mare în 2005 (înainte de reconstrucție)
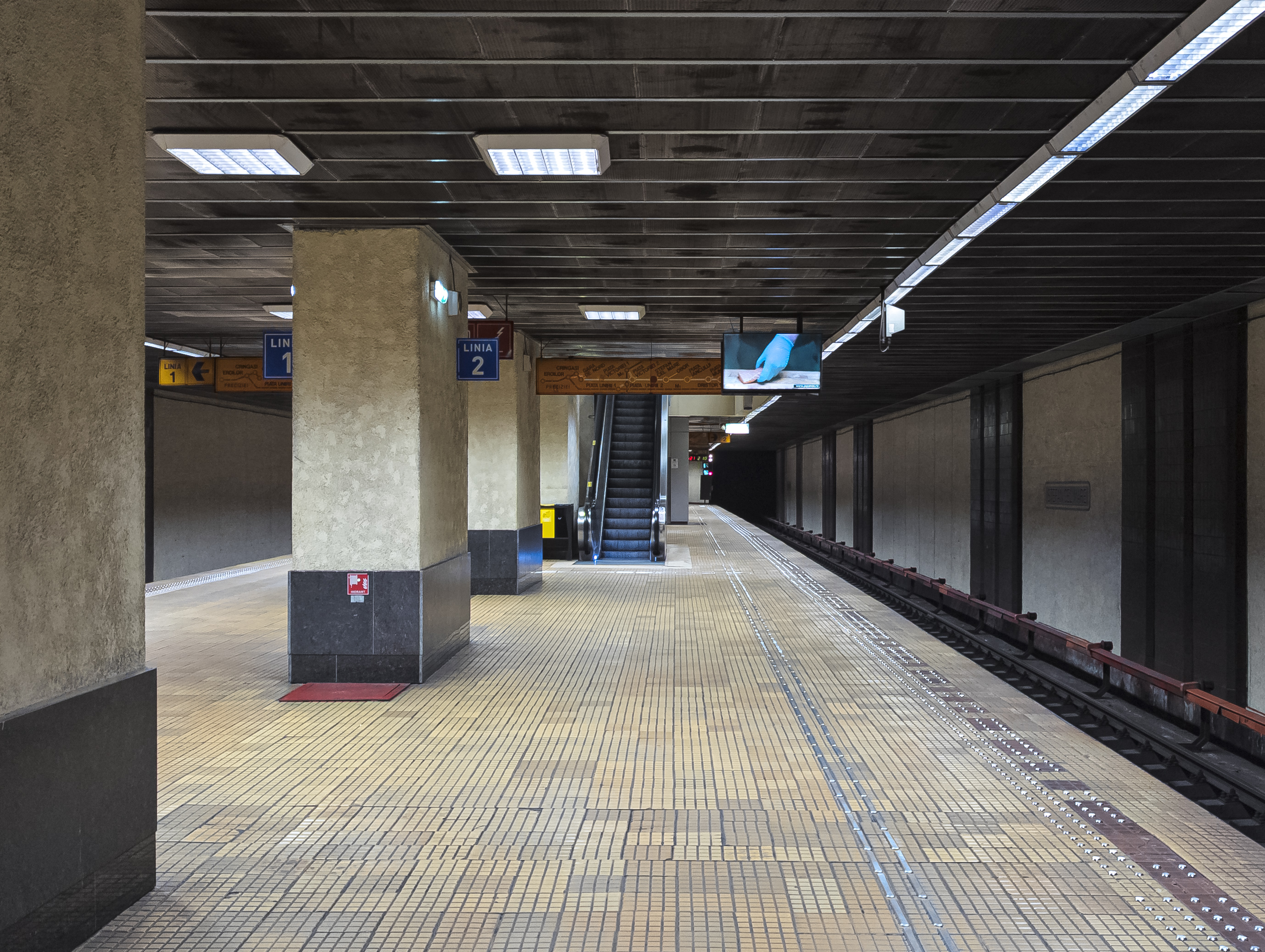
Stația Ștefan cel Mare în 2023 (după reconstrucție)
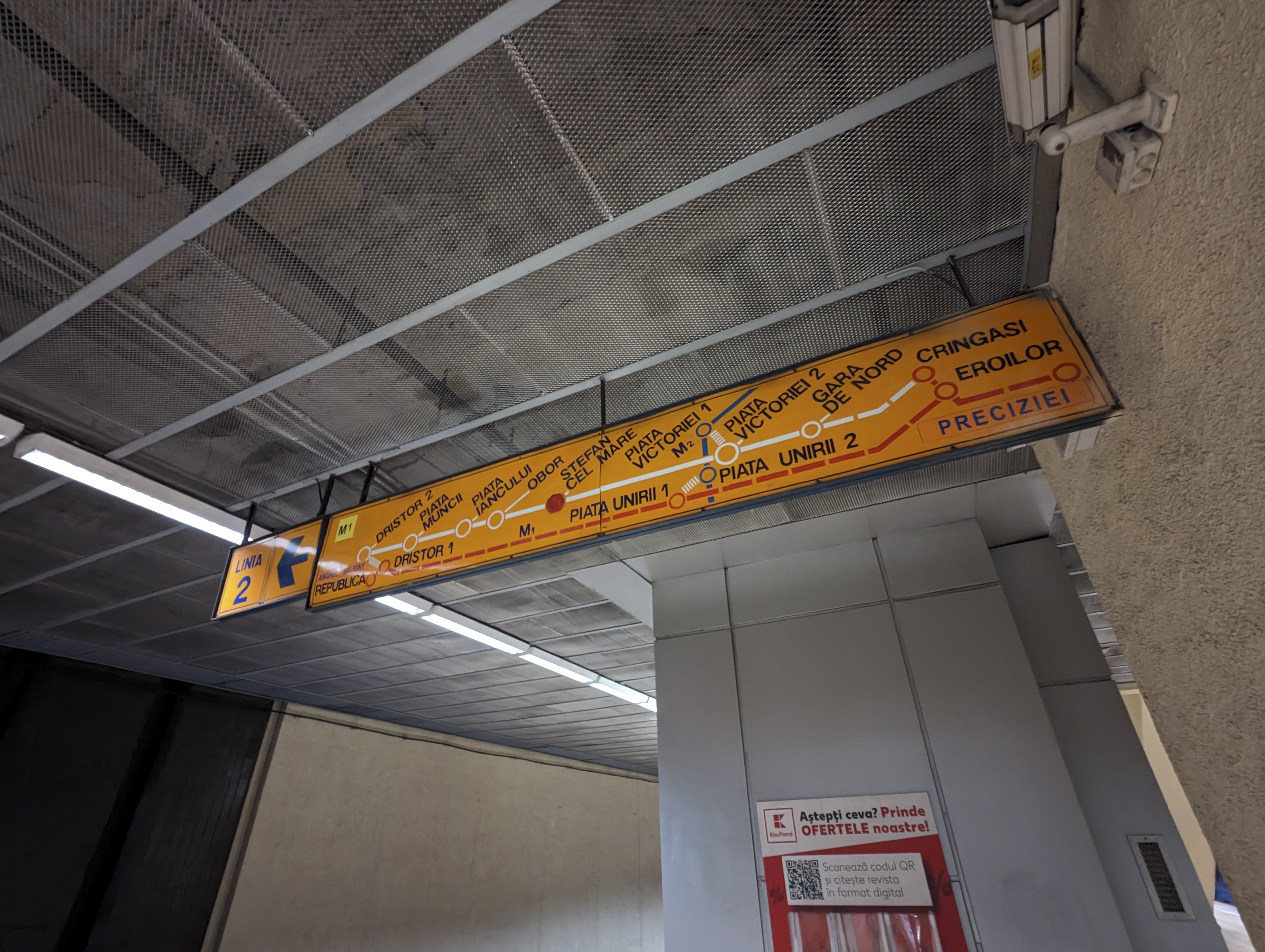
Panoul original de informare cu ruta liniei de metrou, încă prezent în martie 2023.
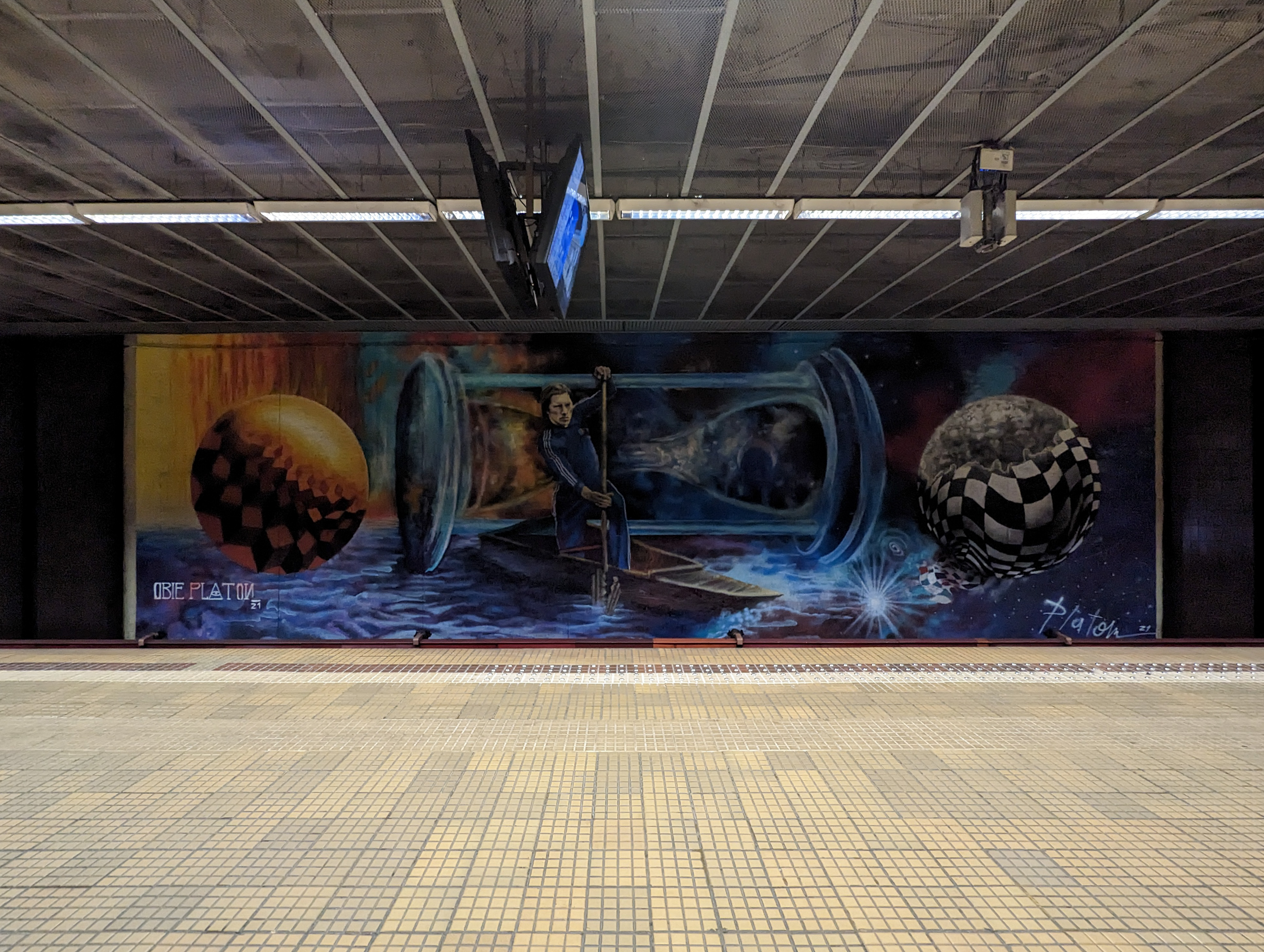
Desen pe unul dintre pereții stației în 2023